# Jean Reno
Juan Moreno y Herrera-Jiménez, más conocido por su seudónimo artístico Jean Reno, nació en Casablanca, protectorado francés de Marruecos, el 30 de julio de 1948 y es un actor y novelista francés de ascendencia española, conocido por su trabajo en películas como Léon y El gran azul, ambas de Luc Besson.

## Biografía

### Inicios
Nació en Casablanca cuando esta formaba parte del protectorado francés, de padres españoles: él, de Sanlúcar de Barrameda y ella, que murió cuando Jean era adolescente, de Jerez de la Frontera. Ambos se habían exiliado huyendo de la dictadura de Francisco Franco. Tiene una hermana pequeña, María Teresa (Marie-Thérèse), también de nacionalidad francesa. Además de hablar en francés, debido al entorno francoparlante del Protectorado Francés,Jean habla español fluidamente por su ascendencia española. De igual manera lo hace en inglés, italiano y alemán, pudiendo ser considerado multilingüe. A los 17 años, se mudó a la Francia continental, donde estudió en Cours Simon.
Tras realizar el servicio militar en Alemania Oriental, Reno volvió al país galo para ser actor y formó una compañía de teatro con Didier Flamand. Reno siempre se ha sentido orgulloso de sus orígenes españoles y no duda en hacer gala de ellos. En múltiples entrevistas, Reno afirmó que "sus raíces son sobre todo españolas, andaluzas" y que le gustaría trabajar en España, y realizó un pequeño papel en un corto publicitario de una marca de cervezas.
En 2019, protagonizó la película española 4 latas.

### Carrera
Debido a su estatura de 1,88 m, Reno comenzó su carrera haciendo papeles de villano. Posteriormente, rompería ese estereotipo y protagonizaría papeles cómicos y heroicos. Comenzó su carrera en el cine francés, donde apareció en muchas películas de Luc Besson, incluyendo su primer cortometraje L'Avant dernier. Los dos continuaron trabajando juntos en películas producidas, escritas y dirigidas por Besson, las cuales le dieron mayor popularidad, como Nikita (1990), Le Grand Bleu (1988) y Léon (1994), junto a Natalie Portman. También dobló al personaje titular de Porco Rosso en la versión francesa de la película Porco Rosso (1992), dirigida por Hayao Miyazaki.[cita requerida]
Ha trabajado en varias películas estadounidenses, como French Kiss (1995) con Meg Ryan y Kevin Kline, Misión: Imposible (1996) con Tom Cruise, Rōnin (1998) con Robert De Niro y Godzilla (1998) con Matthew Broderick. También le ofrecieron el papel del agente Smith en The Matrix, pero no se pudo concretar. Al mismo tiempo, continuó haciendo películas francesas como Les Visiteurs (1993), Los ríos de color púrpura (2000) junto a Vincent Cassel y Los ríos de color púrpura 2 (2004) junto a Benoît Magimel. En 2006, apareció en La pantera rosa haciendo el papel de Gilbert Ponton y también en El código Da Vinci de Ron Howard, haciendo el papel del capitán Bezu Fache, uno de los personajes principales. En 2003, participó en el videoclip de la canción «I’ll see it through», de la banda Texas. También participó en un comercial japonés de Toyota, haciendo el personaje de Doraemon.
Ha sido nominado tres veces al Premio César como mejor actor: dos veces como actor principal por León y Les Visiteurs, y una como mejor actor secundario por Le Grand Bleu. En 2000 le fue concedido el Premio del Cine Europeo por su aporte al cine internacional.

### Vida privada
Contrajo matrimonio por primera vez en 1977 con Geneviève, con quien tuvo una hija, Sandra (nacida en 1978) y un hijo, Mickael (nacido en 1980). Tras su divorcio en 1988, contrajo su segundo matrimonio con la modelo polaca Nathalie Dyszkiewicz en 1995, con quien tuvo un hijo, Tom (nacido el 10 de enero de 1996) y una hija, Serena (nacida el 28 de junio de 1998). Se divorció en 2001.
El 29 de julio de 2006 se casó por tercera vez, esta vez con la modelo y actriz británica (también de origen polaco) Zofia Borucka, en la ciudad de Les Baux-de-Provence, al sur de Francia, con quien ha tenido a Cielo (nacida en Nueva York en julio de 2009) y Deanon (nacido en septiembre de 2011). Es también abuelo de Ange (nacido en septiembre de 2013) el primer hijo de su hija mayor Sandra. Reno mantiene casas en París, Malasia y Los Ángeles.
En las elecciones presidenciales de Francia de 2007, Renó apoyó a Nicolas Sarkozy.
Es un gran fanático de Elvis Presley. Usó su capacidad para imitar a Elvis en una escena de Godzilla, cuando el guion necesitaba que su personaje se hiciera pasar por estadounidense.

## Honores
El presidente de Francia, Jacques Chirac, lo nombró Caballero de la Legión de Honor durante el desfile del 14 de julio de 1999.
En 2006 recibió el título de hijo adoptivo de la provincia de Cádiz, que agradeció declarando en su discurso: «No lloré cuando Chirac me nombró caballero de la Legión de Honor (máxima distinción gala) y sí aquí, en la provincia de Cádiz».
En la entrega del premio, se comprometió a ejercer de embajador gaditano, declarando: «de forma humilde pero muy activa».
En 2007 fue reconocido con el premio Giraldillo de Oro del Festival de Cine Europeo de Sevilla por su «prolífica y exitosa carrera».
En 2011 recibió, conjuntamente con la actriz Carmen Maura, el VIII Prix (Premio) Diálogo de la Asociación de Amistad Hispano-Francesa en reconocimiento a su aporte a las relaciones entre Francia y España en el ámbito cultural y cinematográfico.

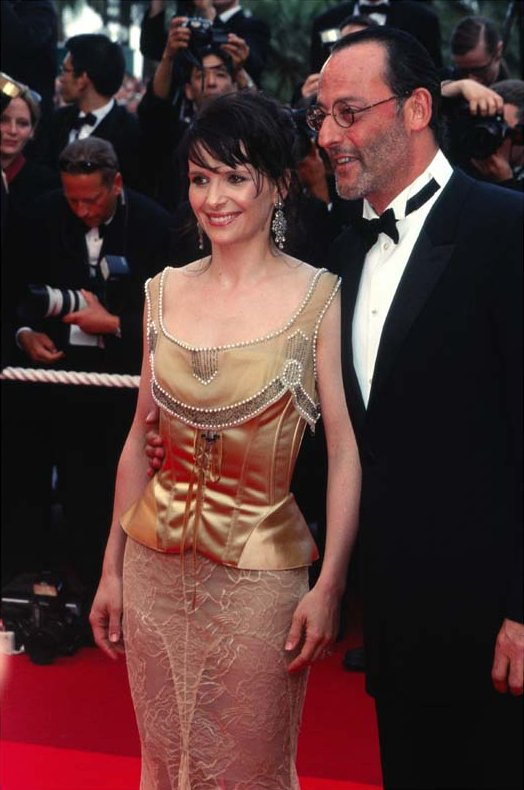
Juliette Binoche y Jean Reno en el Festival de Cannes de 2002.

En 2012 recibió el premio honorífico del Festival de Cine de Giffoni, celebrado en la ciudad italiana de Giffoni Valle Piana.
El 29 de diciembre de 2015, el Gobierno de España le concedió la Medalla de Oro al Mérito en las Bellas Artes.

## Filmografía

### Películas y televisión
- 1979: L'Hypothèse du tableau volé
- 1979: Los 18 Picantes de La Fundación
- 1979: Clair de femme
- 1980: The Moroccan Stallion
- 1980: Les Bidasses aux grandes manoeuvres
- 1980: Voulez-vous un bébé Nobel?
- 1981: L'Avant dernier
- 1982: La passante du Sans-Souci
- 1983: Ballade sanglante
- 1983: Signes extérieurs de richesse
- 1983: Le dernier combat (El último combate), dirigida por Luc Besson
- 1983: Quelques hommes de bonne volonté (película de televisión)
- 1984: Alea, cortometraje
- 1984: Et demain viendra le jour (película de televisión)
- 1984: Notre histoire (Nuestra historia)
- 1985: Strictemente personnel
- 1985: Subway, dirigida por Luc Besson
- 1985: Un homme comblé (película de televisión)
- 1986: Pour venger Pépère (película de televisión)
- 1986: I love you
- 1986: Zone rouge
- 1987: Monsieur Benjamin (película de televisión)
- 1988: Le grand bleu (El gran azul), dirigida por Luc Besson
- 1990: L'homme au masque d'or
- 1990: Nikita, dirigida por Luc Besson
- 1991: L'opération Corned Beef (Operación Chuleta de Ternera)
- 1992: Loulou Graffiti
- 1992: Porco Rosso (voz en doblaje francés)
- 1993: Flight from Justice (película de televisión)
- 1993: Paranoïa (cortometraje)
- 1993: La Vis
- 1993: Los visitantes (no nacieron ayer) dirigida por Jean-Marie Poiré
- 1994: Léon, dirigida por Luc Besson
- 1995: Al di là delle nuvole (Beyond the clouds) (Más allá de las nubes)
- 1995: French Kiss
- 1995: Les Truffes
- 1996: Le Jaguar
- 1996: Misión: Imposible
- 1997: Les Soeurs soleil
- 1997: Un amour de sorcière
- 1997: Roseanna's Grave
- 1998: Ronin
- 1998: Godzilla
- 1998: Los visitantes regresan por el túnel del tiempo dirigida por Jean-Marie Poiré
- 1998: The Time
- 2000: Los ríos de color púrpura
- 2001: Wasabi
- 2001: Just Visiting (Dos colgados en Chicago, Los visitantes cruzan el charco) dirigida por Jean-Marie Poiré
- 2001: Nate The Animals
- 2002: Rollerball
- 2002: Décalage horaire (Jet Lag)
- 2003: Tais toi! (¡Que te calles!)
- 2004: L'énqûete corse (El archivo corso)
- 2004: Los ríos de color púrpura II - Les anges de l'apocalypse
- 2005: El tigre y la nieve
- 2005: El imperio de los lobos
- 2006: Flushed Away (voz)
- 2006: Flyboys
- 2006: El código Da Vinci
- 2006: La pantera rosa
- 2008: Ca$h
- 2009: Todo incluido
- 2009: Armored
- 2009: La Pantera Rosa 2
- 2010: El inmortal
- 2011: La Rafle
- 2011: Margaret
- 2011: On ne choisit pas sa famille (La familia no se escoge)
- 2012: Alex Cross
- 2012: Comme un chef
- 2013: Jo (serie de televisión)
- 2014: Days and Nights
- 2014: Avis de mistral
- 2014: Hector and the Search for Happiness
- 2014: Benoît Brisefer: les taxis rouges (posproducción)
- 2014: The Krostons
- 2015: Hermanos del viento[15]
- 2015: Antigang (Escuadrón de élite)
- 2016: Las pequeñas cosas, cortometraje patrocinado por Estrella Damm, dirigido por Alberto Rodríguez.
- 2016: Los visitantes la lían dirigida por Jean-Marie Poiré
- 2016: The Last Face, junto a Javier Bardem dirigida por Sean Penn
- 2017: Los aventureros
- 2017: La ragazza nella nebbia, junto a Toni Servillo dirigida por Donato Carrisi
- 2019: Cold Blood Legacy, dirigida por Frédéric Petitjean
- 2019: 4 latas dirigida por Gerardo Olivares
- 2020: Da 5 Bloods, dirigida por Spike Lee
- 2020: El niño y la guerra, dirigida por Ben Cookson
- 2022: ¿Quién mató a Sara? (serie de televisión)[16]
- 2022: Un asunto privado (serie de televisión)
- 2024: Lift: un robo de primera clase, dirigida por F. Gary Gray[17]
- 2024: Mi amigo el pingüino, dirigida por David Schurmann[18]
- 2024: Los hombres lobo, dirigida por François Uzan
- 2025: Zootopia 2 (voz)

## Libros
- Emma bajo el cielo de Omán (Planeta, 2025). ISBN 978-84-08-30355-8

## Teatro
- 1977: Prends bien garde aux zeppelins, de Didier Flamand.
- 1978: Ecce Homo, de Didier Flamand.
- 1978: Celimare le bien aimé, de Andreas Voustinas.
- 1979: Je rompts et ne plie pas, de Loïc Fremont.
- 1979: Société un, de Didier Flamand.
- 1981: La manufacture, de Didier Flamand.
- 1984: Terre étrangère, de Arthur Schnitzler, puesta en escena de Luc Bondy, Teatro Nanterre-Amandiers.
- 1987: Andromaque, de Roger Planchon.
- 1991: Montserrat, de Jean-François Prevand.
- 2006: Les Grandes Occasions, de Bernard Slade adaptada por Danièle Thompson, puesta en escena de Bernard Murat, Teatro Edouard VII, París.

## Videojuegos
- 2004: Onimusha 3: Demon Siege, como el coprotagonista Jacques Blanc, aportando imagen y voz (en francés) al personaje.

## Premios y nominaciones
| Año  | Resultado | Evento                   | Categoría                                         | Papel en la película                                  |
| ---- | --------- | ------------------------ | ------------------------------------------------- | ----------------------------------------------------- |
| 1989 | Nominado  | Premios César            | Mejor actor secundario                            | Enzo Molinari en Le Grand Bleu                        |
| 1994 | Nominado  | Premios César            | Mejor actor                                       | Godefroy de Papincourt en Les Visiteurs               |
| 1995 | Nominado  | Premios César            | Mejor actor                                       | Léon en Léon                                          |
| 2000 | Ganador   | Premios del Cine Europeo | Mejor logro europeo en el mundo del cine          | Fue concedido por su aportación al cine internacional |
| 2001 | Nominado  | Premios del Cine Europeo | Premio Jameson del público al mejor actor europeo | Pierre Niemans en Los ríos de color púrpura           |